# Liste der Naturdenkmale in Nossen
Die Liste der Naturdenkmale in Nossen nennt die Naturdenkmale in Nossen im sächsischen Landkreis Meißen.

## Definition
„Naturdenkmäler sind rechtsverbindlich festgesetzte Einzelschöpfungen der Natur oder entsprechende Flächen bis zu fünf Hektar, deren besonderer Schutz erforderlich ist
1. aus wissenschaftlichen, naturgeschichtlichen oder landeskundlichen Gründen oder
2. wegen ihrer Seltenheit, Eigenart oder Schönheit.“

„§ 18 – Naturdenkmäler – (zu § 28 BNatSchG)
(1) Die Erklärung nach § 22 Abs. 1 BNatSchG von Teilen von Natur und Landschaft als Naturdenkmal erfolgt durch Rechtsverordnung oder Einzelanordnung.
(2) Über § 28 Abs. 1 BNatSchG hinaus können Naturdenkmäler zur Sicherung von Lebensgemeinschaften oder Lebensstätten von im Bestand gefährdeten oder streng geschützten Arten festgesetzt werden.“

## Liste
Diese Auflistung unterscheidet zwischen Flächennaturdenkmalen (FND) mit einer Fläche bis zu 5 ha (bei Verordnung nach DDR-Recht auch mehr) und Einzel-Naturdenkmalen (ND).
Link zu einem Kartenansichtstool, um Koordinaten zu setzen.
| Bild            | Bezeichnung                                      | Lage                                        | Beschreibung        | Datum | Nummer  |
| --------------- | ------------------------------------------------ | ------------------------------------------- | ------------------- | ----- | ------- |
| Fotos hochladen | Dechantsberg Nossen-Altzella                     | Altzella (51° 3′ 52,2″ N, 13° 16′ 26,9″ O)  | FND                 |       | MEI 062 |
| BW              | Himmelschlüsselwiese Altzella                    | Altzella (51° 3′ 37,7″ N, 13° 16′ 40,8″ O)  | Fläche ca. 0,96 ha. |       | MEI 010 |
| BW              | Auwald Graupzig                                  | Graupzig (51° 8′ 51,2″ N, 13° 18′ 42,4″ O)  | Fläche ca. 1,57 ha. |       | MEI 071 |
| BW              | Burgstädtel Graupzig                             | Graupzig (51° 8′ 51,4″ N, 13° 18′ 50,3″ O)  | Fläche ca. 3,04 ha. |       | MEI 005 |
| BW              | Dorflinde in Heynitz                             | Heynitz (51° 5′ 29,2″ N, 13° 22′ 52,5″ O)   |                     |       | MEI 062 |
| BW              | Pitzschebachtal im Zellwald bei Nossen           | Nossen (51° 2′ 50,9″ N, 13° 16′ 20,7″ O)    | FND                 |       | MEI 069 |
| BW              | Quellgebiet des Ingelborn im Zellwald bei Nossen | Nossen (51° 2′ 14,6″ N, 13° 16′ 0,2″ O)     | FND                 |       | MEI 068 |
| Fotos hochladen | Stieleiche am Pitzschebach in Zella              | Zella (51° 3′ 26,5″ N, 13° 16′ 45,4″ O)     |                     |       | MEI 014 |
| BW              | Rosskastanie in Ziegenhain                       | Ziegenhain (51° 8′ 6,9″ N, 13° 18′ 39,2″ O) |                     |       | MEI 031 |